# Fausto Vallejo Figueroa
Fausto Vallejo Figueroa (Morelia, Michoacán, 17 de mayo de 1949) es un político y abogado mexicano. Fue gobernador del estado de Michoacán de 2012 a 2014 y presidente municipal de Morelia en tres ocasiones entre 1994 y 2011. Fue militante del Partido Revolucionario Institucional (PRI) hasta 2018.

## Primeros años
Fausto Vallejo Figueroa nació en Morelia, Michoacán el 17 de mayo de 1949. Estudió la licenciatura en derecho en la Universidad Michoacana de San Nicolás de Hidalgo, la maestría en Administración Territorial en el Instituto Internacional de Administración Pública y el doctorado en Ciencias Políticas y Derecho Constitucional Comparado en la Universidad de La Sorbona.

## Carrera política
Fausto Vallejo ha ocupado los cargos de Secretario Particular del gobernador de Michoacán Genovevo Figueroa Zamudio, Presidente Estatal del PRI, regidor y en tres ocasiones presidente municipal de Morelia, de 1994 a 1995, de 2002 a 2004 y de 2007 a 2011.
En 2006 fue candidato a Senador del estado de Michoacán por su partido, quedando la fórmula que encabezaba en tercer lugar de las preferencias electorales, por lo que no llegó a ocupar el cargo. Ha sido presidente municipal de Morelia en tres ocasiones, como interino en 1994 y electo como candidato por el PRI en 2002 y por el PRI y el PVEM en 2007.
El Revolucionario Institucional se pronunció por una candidatura de unidad sin contienda interna rumbo a las Elecciones estatales de Michoacán de 2011, y el 10 de junio de 2010, en la ciudad de Morelia, el alcalde con licencia de Morelia, Fausto Vallejo y Figueroa, recibió su constancia como precandidato único a la gubernatura en la entidad.
El 17 de noviembre de 2011, después de que el Instituto Electoral de Michoacán culminó con el conteo de votos de la elección, Fausto Vallejo Figueroa fue declarado el candidato ganador al gobierno del estado de Michoacán. Tres días después, el 20 de noviembre del mismo año, Fausto Vallejo recibió la constancia de gobernador electo.

## Gubernatura
El 15 de febrero de 2012 rindió protesta como Gobernador Constitucional del Estado de Michoacán de Ocampo. Un día antes, tras recibir su constancia de mayoría por parte de la autoridad electoral, nombró a su Gabinete.
La administración de Vallejo estuvo marcada por corrupción y nexos con Los Caballeros Templarios. En 2013, el priista pidió licencia para ser operado de un trasplante de hígado. En su lugar quedó Jesús Reyna, exsecretario de Gobierno, quien un año después fue acusado de tener contactos con La Tuta. Al regreso de Vallejo, después de la operación, en 2014, Alfredo Castillo Cervantes fue nombrado Comisionado de Seguridad en Michoacán. Ese mismo año, el priista anunció un permiso más para una revisión médica.
En ese lapso, se revelaron dos videos donde su hijo aparece bebiendo cerveza y charlando con La Tuta. En enero de 2019 su hijo, Rodrigo Vallejo, fue detenido por esta relación.

## Licencia
Ante sus problemas de salud, el 18 de abril de 2013 envió al Congreso de Michoacán su solicitud de licencia al cargo de gobernador hasta por 90 días a partir del día 23 de abril del mismo año, misma que fue turnada a comisiones del mismo congreso.
El 21 de abril, las Comisiones de Gobernación y Puntos Constitucionales de la LXXII Legislatura de Michoacán aprobaron la solicitud de licencia del gobernador Fausto Vallejo y Figueroa, quien anunció que se sometería a un tratamiento médico.
Ese día, los legisladores michoacanos también aprobaron la propuesta del Partido Revolucionario Institucional (PRI), al que pertenece Vallejo y Figueroa, para que Jesús Reyna García, hasta entonces secretario de gobierno y candidato al gobierno de Michoacán en 2007, fuera nombrado gobernador interino.
El 21 de octubre de ese mismo año, anunció su retorno como gobernador, reportando una lista para transición de gobierno.